# BMW Série 2 (F22/F23)
La BMW Série 2 est une gamme de modèles de la catégorie automobile compacte du constructeur automobile allemand BMW. Le coupé (code interne F22) était proposé à partir de 2014 et le cabriolet (code interne F23) à partir de 2015. Il existe également deux modèles de la version coupé pour le sport automobile pour la course client, la BMW M235i Racing et, depuis 2018, la BMW M240i Racing.

## Historique du modèle
Le coupé a été produit à partir de novembre 2013 et proposé à partir du 8 mars 2014. Elle a été officiellement présentée pour la première fois au Salon international de l'automobile d'Amérique du Nord (NAIAS) en 2014.
En tant que coupé, la Série 2 a remplacé la variante correspondante de la première Série 1 et est également le modèle sœur de la BMW F20. Le cabriolet remplace celui de la Série 1. Cela signifie que BMW propose ses coupés et cabriolets sous leur propre désignation de type. La Série 2 cabriolet (F23) a été présentée pour la première fois en ligne le 10 septembre 2014, elle a été officiellement présentée en première publique au Mondial de l'Automobile de Paris 2014 et elle a été lancée en Allemagne le 28 février 2015. Fin 2015, la première M2 est arrivée sur le marché.
Un lifting a été effectué en 2017.
Des versions M2 encore plus puissantes ont été introduites en 2018 et 2019,.
Le modèle successeur, la G42, a été présenté en juillet 2021. Elle n'est proposée qu'en coupé.

## Carrosserie et conception
Comme le BMW X1 et la Série 1 cinq portes, les Série 2 coupé et cabriolet étaient produites à l'usine BMW de Leipzig, en Saxe. Le véhicule est destiné à rendre hommage à la BMW 2002.
La carrosserie a été légèrement agrandie par rapport à celle de la prédécesseur, de 70 mm pour une longueur de 4,43 mètres, de 3cm pour la largeur et l’empattement et de 40 mm pour la voie. Cela augmente également l'espace pour la tête, les épaules et les jambes ainsi que le coffre (de 20 litres pour 390 litres). Le poids est resté le même, tandis que le coefficient de traînée (valeur cx) s'est amélioré à 0,29.
Les nouvelles caractéristiques de conception sont les moulures latérales, les passages de roue évasés et les quatre lignes sur le capot, ainsi que la zone arrière avec les deux sorties d'échappement. Les feux arrière sont chacun conçus d'une seule pièce et disposent de rampes lumineuses en forme de L à technologie LED.
En plus du modèle de base, quatre autres niveaux de finition étaient proposés : "Advantage", "Luxury Line", "Sport Line" et "M Sport".

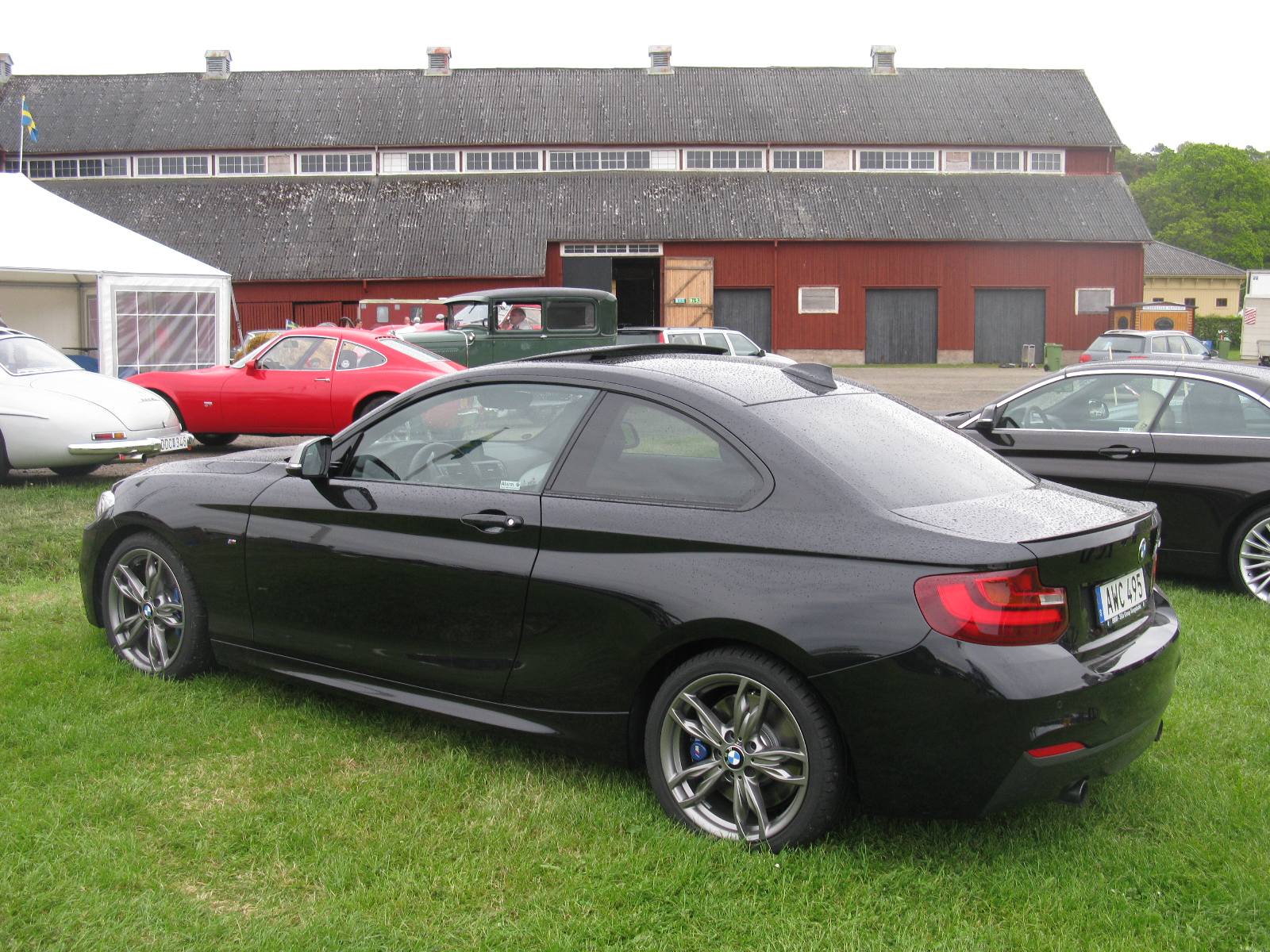
BMW M235i Coupé
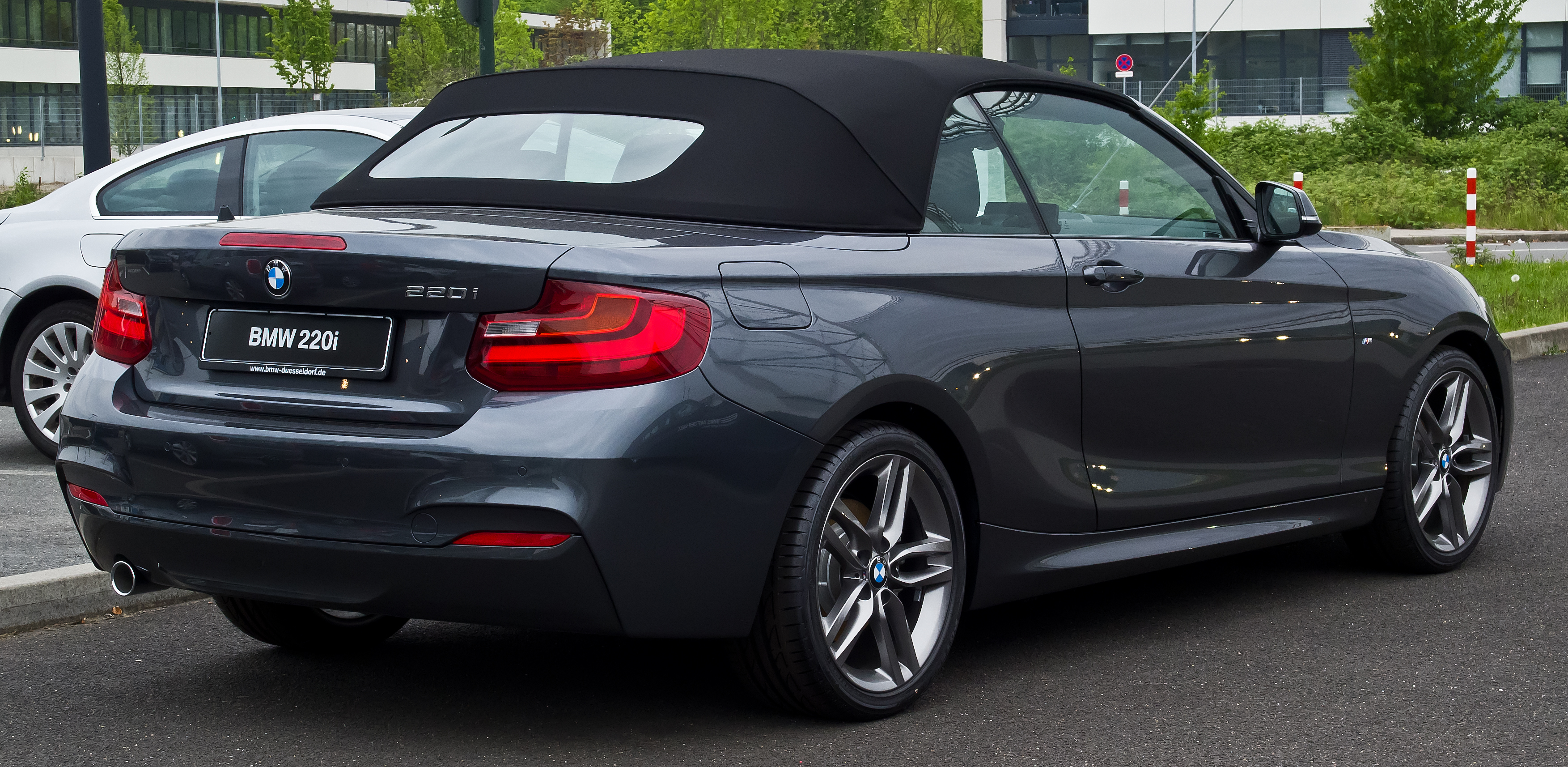
BMW 220i M Sport cabriolet (2015–2021)
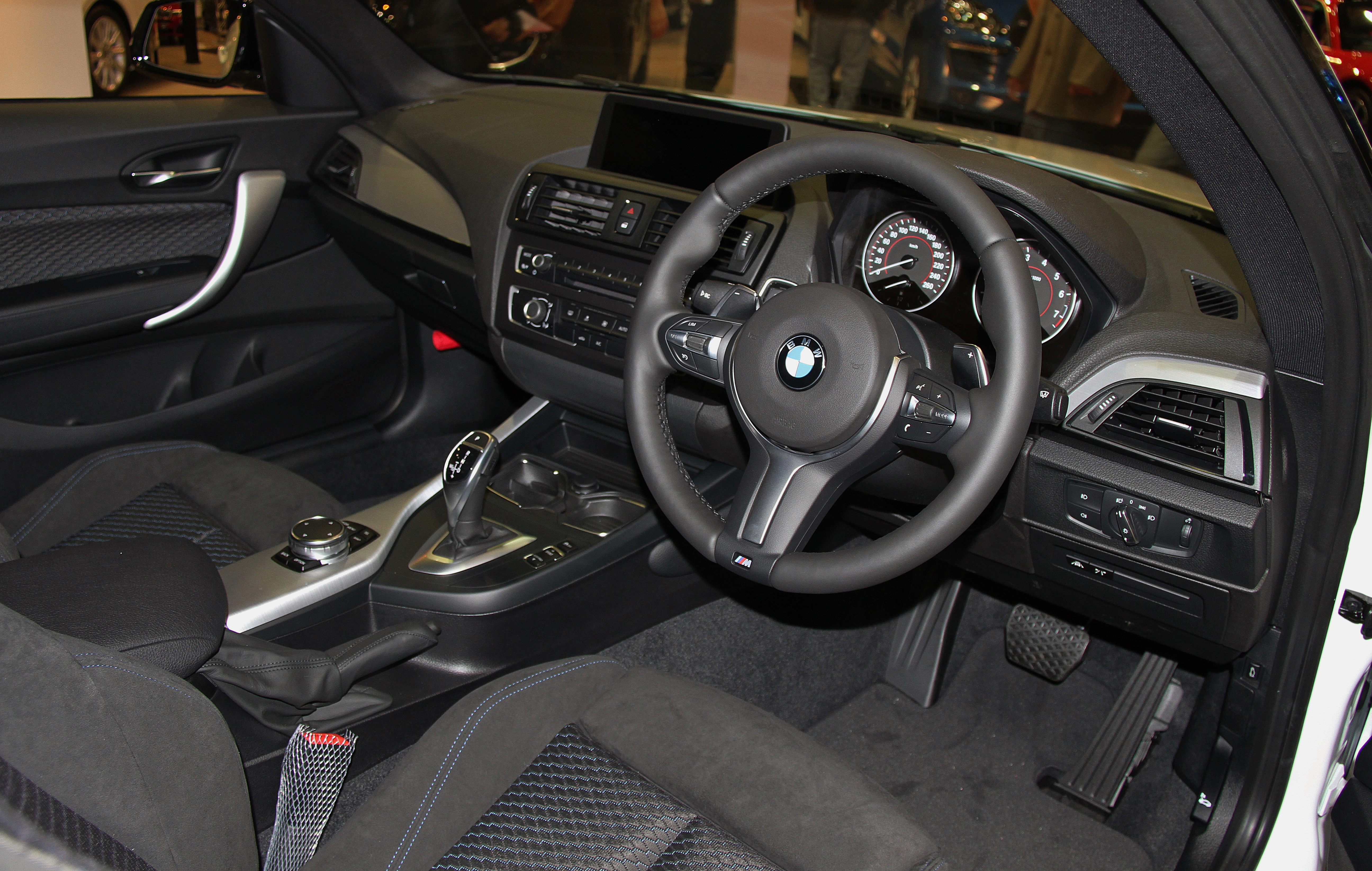
Intérieur

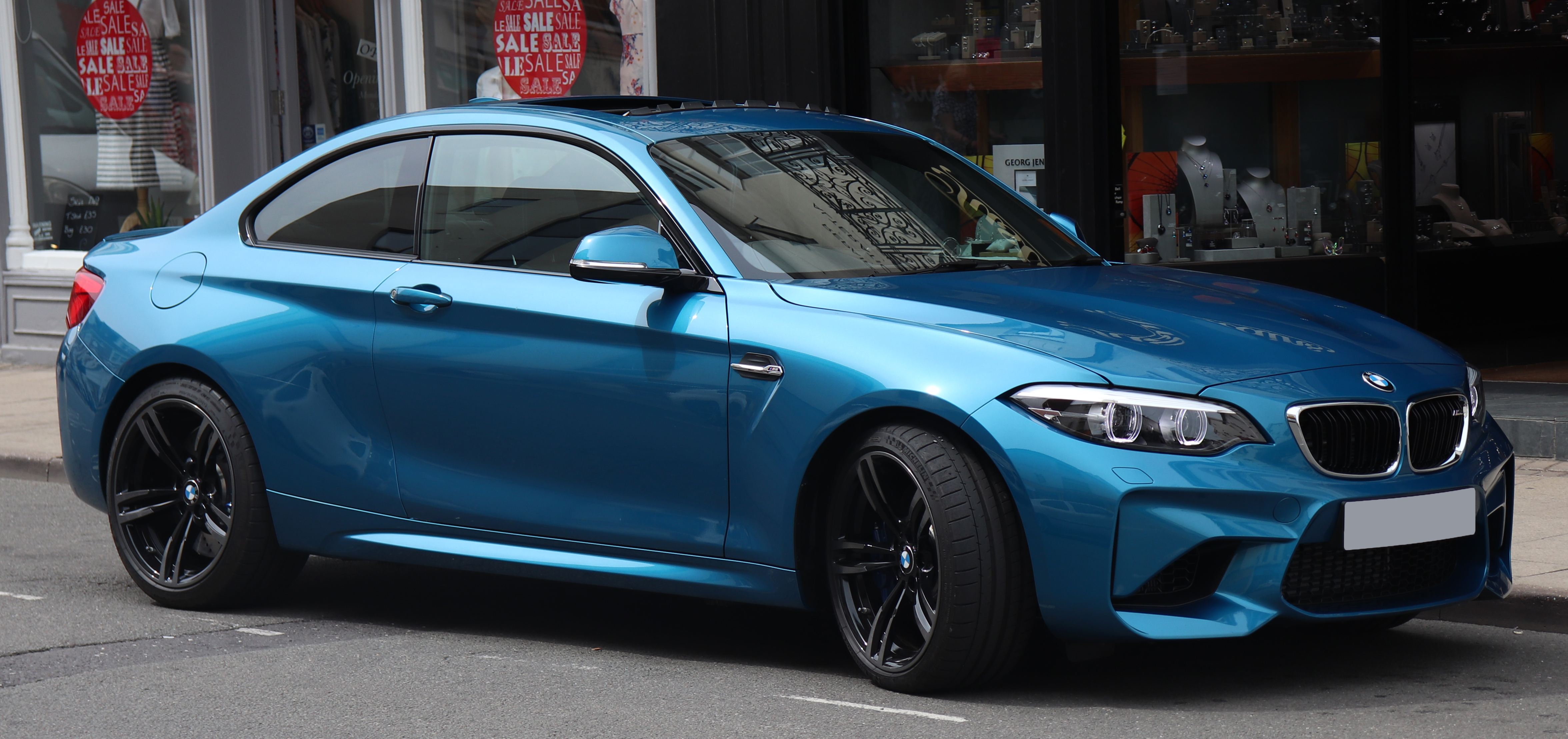
BMW M2 (2017–2018)
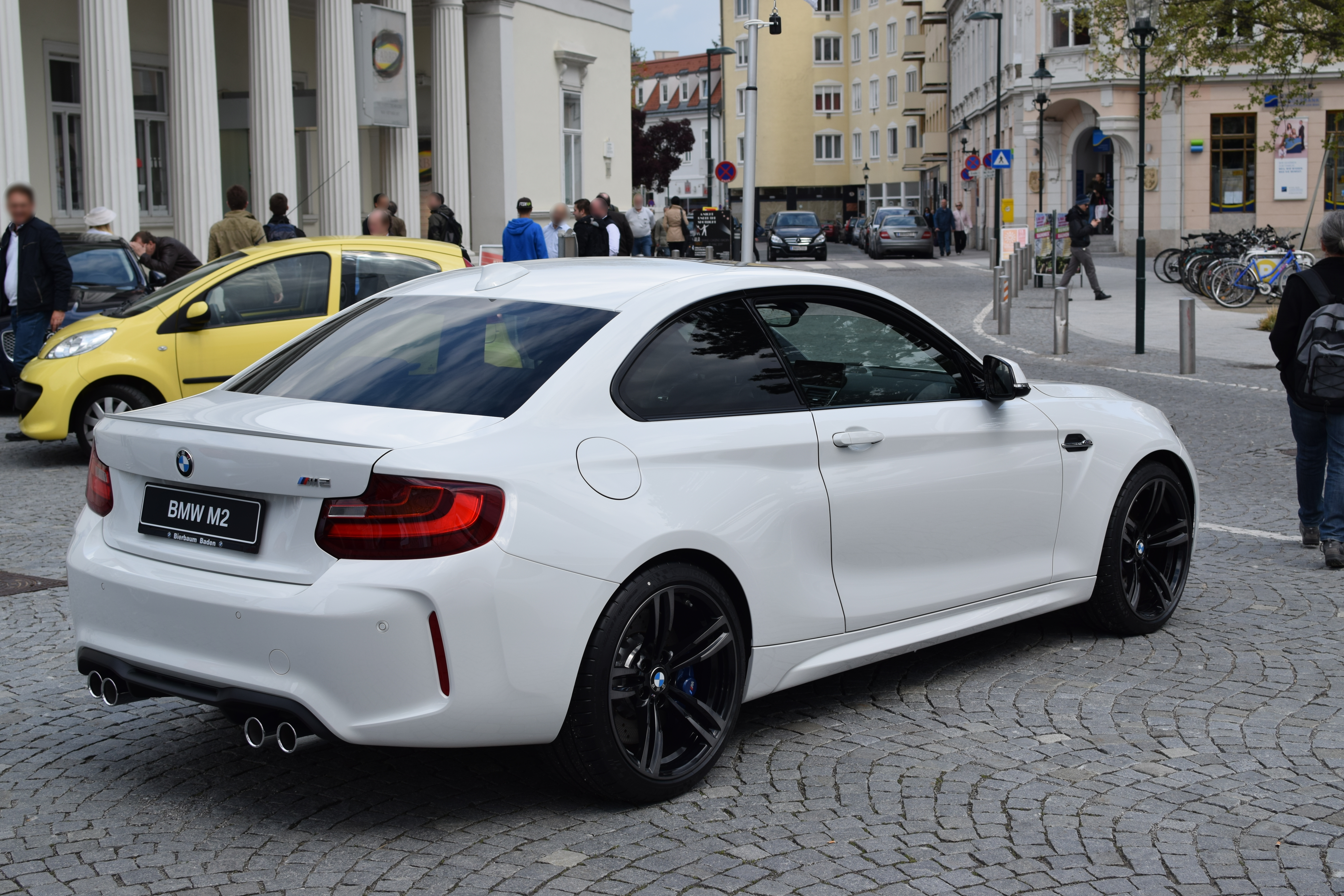
BMW M2 (2016–2017) de 272 kW (370 ch), vue arrière
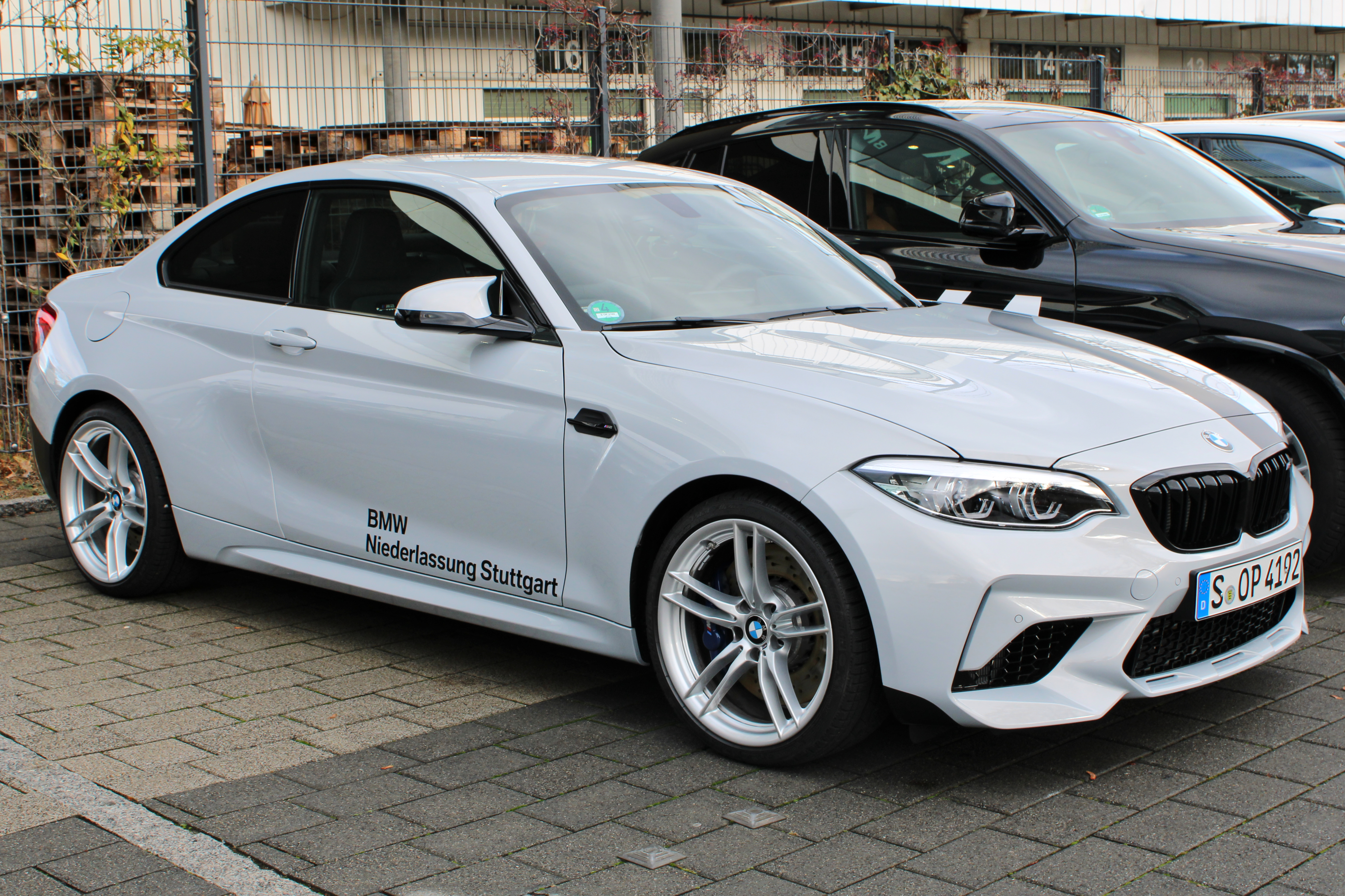
BMW M2 Competition (2018–2021) de 302 kW (410 ch)
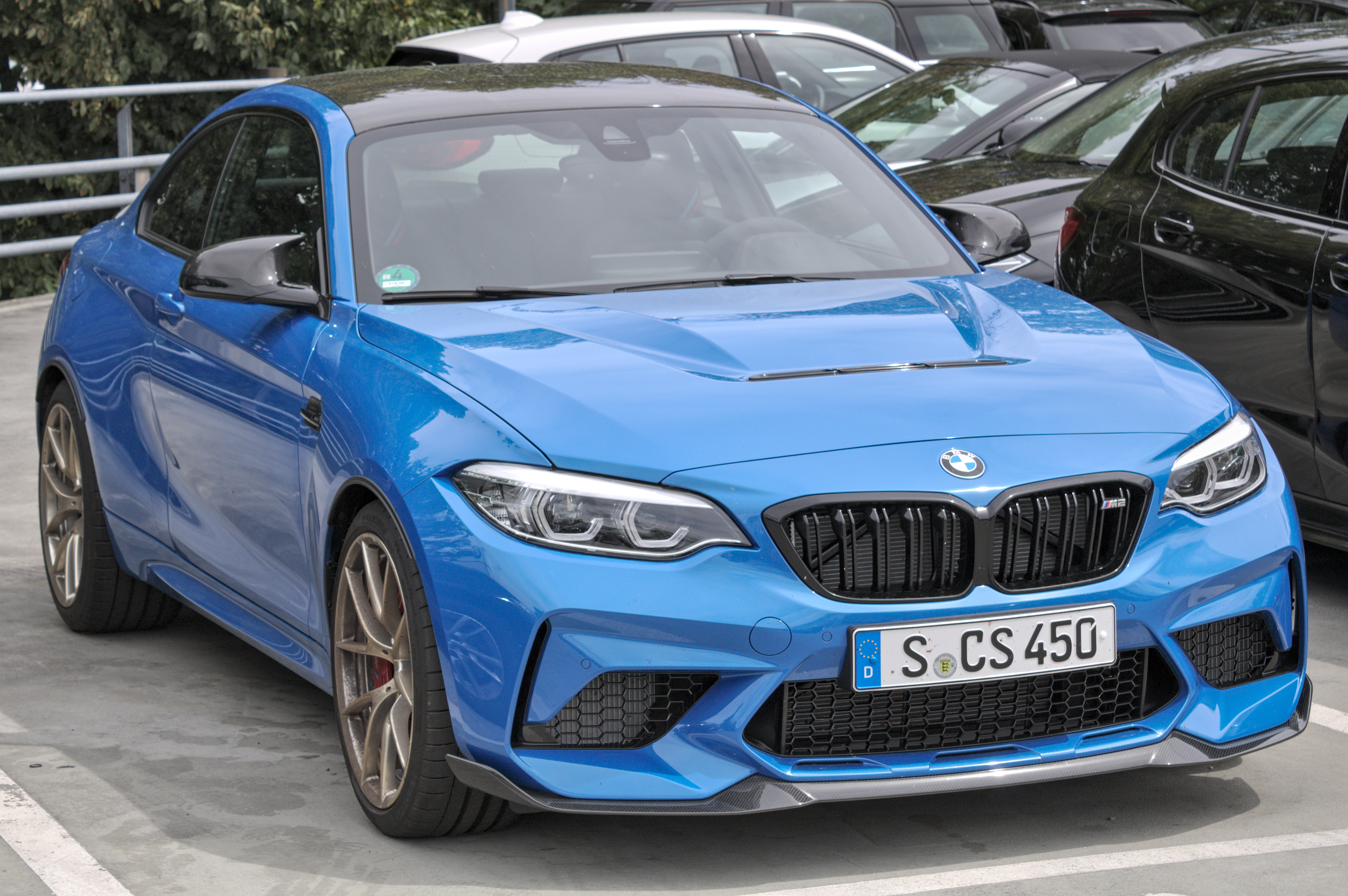
BMW M2 CS (2020) de 331 kW (450 ch)

## Lifting
Un lifting a eu lieu à l'été 2017. Les feux arrière et la forme des phares ont été revus; depuis, la technologie LED est devenue la norme sur ces derniers.

## Motorisations
Lors du lancement sur le marché de la Série 2 coupé, deux moteurs essence et trois moteurs diesel étaient disponibles : 220i d'une puissance maximale de 135 kW (184 ch), M235i de 240 kW (326 ch), 218d de 105 kW (143 ch), 220d de 135 kW (184 ch) et 225d de 160 kW (218 ch). Lors du lancement de la Série 2 cabriolet, trois moteurs essence et un moteur diesel étaient disponibles : 220i, 228i, M235i et 220d. La 220d cabriolet était équipée du nouveau moteur modulaire B47D20 de 140 kW (190 ch). En septembre 2014, BMW a annoncé que le nouveau moteur serait également utilisé dans la 220d coupé à partir de novembre 2014. En 2015, la gamme de moteurs a été élargie pour inclure un moteur essence trois cylindres.
Certains moteurs essence de la Série 2 sont équipés de turbocompresseurs utilisant la technologie dite «twin scroll», connue sous le nom de TwinPower. En raison de cette construction, les fluctuations de pression des flux de gaz d'échappement agissent de telle manière que la contre-pression des gaz d'échappement est réduite. Les échanges gazeux, la consommation, les performances et la réponse doivent être améliorés.
Les moteurs essence sont disponibles avec des cylindrées de 1,5 litre, 2,0 litres ou 3,0 litres, un contrôle variable des soupapes («VANOS») et une injection directe de carburant. Les moteurs diesel ont une injection directe à rampe commune. Les trois moteurs diesel utilisés dans les modèles du véhicule ont tous une cylindrée de 2,0 litres mais ils délivrent des puissances différentes.

### Moteurs essence
- 218i : Depuis mars 2015, c'est le nouveau modèle d'entrée de gamme. Un nouveau moteur trois cylindres en ligne d'une cylindrée de 1,5 litre de la gamme de moteurs B38 de BMW[14] est installé. Celui-ci délivre une puissance maximale de 100 kW (136 ch) et un couple maximal de 220 Nm. La consommation de carburant standard combinée est donnée entre 5,1 et 5,6 litres aux 100 kilomètres[15].

- 220i : Ce moteur essence quatre cylindres était le moteur d'entrée de gamme lors de son lancement en 2014. Il a une cylindrée de deux litres, une puissance maximale de 135 kW (184 ch) et il offre un couple maximal de 270 Nm. Avec une boîte de vitesses manuelle, la consommation de carburant moyenne mixte est de 6,1 à 6,3 litres aux 100 kilomètres[16].

- 228i : Ce modèle à moteur essence quatre cylindres était vendu de 2014 à 2016. Il a une cylindrée de deux litres, une puissance maximale de 180 kW et un couple maximal de 350 Nm[17].

- 230i : Ce moteur essence quatre cylindres de la gamme de moteurs B48 de BMW[18], qui est disponible depuis 2016, a une cylindrée de deux litres, une puissance maximale de 185 kW et offre un couple maximal de 350 Nm[19].

- M235i : Ce modèle, proposé de 2013 à 2016, dispose d'un moteur essence six cylindres en ligne de trois litres (N55). La puissance maximale est de 240 kW (326 ch) et le couple maximal de 450 Nm avec une consommation de carburant standard combinée de 7,6 à 8,1 litres aux 100 kilomètres, selon le type de transmission[20].

- M240i : Ce moteur essence six cylindres en ligne (B58) a une cylindrée de trois litres, une puissance maximale de 250 kW (340 ch) et un couple maximal de 500 Nm avec une consommation de carburant standard combinée de 7,1 à 7,8 litres aux 100 kilomètres, selon le type de transmission[21].

- M2 : L'unité la plus puissante (N55) a également une cylindrée de trois litres, délivre une puissance maximale de 272 kW (370 ch) et a un couple maximal de 465 Nm avec une consommation de carburant standard combinée de 7,9 à 8,5 litres aux 100 kilomètres. Ce moteur n'est disponible que pour le coupé[5].

- M2 Competition : Au printemps 2018, BMW a présenté un nouveau modèle haut de gamme, la M2 Competition, qui a une puissance maximale de 302 kW (410 ch). Le moteur essence S55 F8X de trois litres n'est également disponible que pour le coupé[7].

- M2 CS : La M2 CS de 331 kW (450 ch) a été présentée début novembre 2019. Elle n'est disponible qu'en coupé. Elle a le même moteur que la Competition mais avec des performances légèrement augmentées[8].

### Moteurs diesel
- 218d : Ce moteur diesel a une cylindrée de deux litres, une puissance maximale de 105 kW (143 ch) et un couple maximal de 320 Nm avec une consommation de carburant combinée de 4,3 à 4,5 litres aux 100 kilomètres[22].

- 220d : Avec la même cylindrée, ce moteur délivre initialement une puissance maximale de 135 kW (184 ch), un couple maximal de 380 Nm et il consomme entre 4,5 et 4,8 litres aux 100 kilomètres en cycle mixte standard[22]. En septembre 2014, BMW a annoncé que la 220d serait équipée du nouveau moteur modulaire B47 de 140 kW (190 ch) et 400 Nm. La consommation de carburant standard combinée tombe entre 4,1 et 4,4 l/100 km et entre 3,8 et 4,1 l/100 km avec la transmission automatique optionnelle[13].

- 225d : Le modèle haut de gamme a une puissance maximale de 160 kW (218 ch) et un couple maximal de 450 Nm. La consommation de carburant standard combinée est de 4,7 litres aux 100 kilomètres avec la transmission automatique à 8 vitesses standard[23]. Depuis juillet 2015, le moteur a une puissance maximale de 165 kW (224 ch); Des aubes directrices réglables devant la turbine du turbocompresseur (compresseur à géométrie variable de la turbine) sont désormais disponibles sur les deux chargeurs, auparavant uniquement sur le chargeur haute pression[24].

## Sports mécaniques
Pour les courses client, BMW vend depuis 2014 des véhicules de course basés sur la M235i sous le nom de BMW M235i Racing, qui ont été modifiés sur quelques points : ils ont entre autres une cage en acier ainsi que le réservoir de sécurité de 85 litres et l’avant fin renforcé de la BMW M4 un lifting a été effectué en 2018 et la désignation a été adaptée du véhicule routier, BMW M240i Racing. Les véhicules sont utilisés, par exemple, dans un groupe monomarque au sein du VLN. À partir de 2020, la M2 CS sera utilisé pour les courses client.